# Tour de Flandes 1989
El Tour de Flandes 1989 fou la 73a edició del Tour de Flandes. La cursa es disputà el 2 d'abril de 1989, amb inici a Sint-Niklaas i final a Meerbeke i un recorregut de 264 quilòmetres. El vencedor final fou el belga Edwig van Hooydonck, que s'imposà en solitari en la meta de Meerbeke. Herman Frison i Dag Otto Lauritzen completaren el podi.
Era la segona cursa de la Copa del Món de ciclisme de 1989

## Classificació final
|    | Ciclista                  | Equip                      | Temps      |
| -- | ------------------------- | -------------------------- | ---------- |
| 1  | Edwig van Hooydonck (BEL) | Superconfex-Yoko           | 7h 01' 00" |
| 2  | Herman Frison (BEL)       | Histor-Sigma               | + 22"      |
| 3  | Dag Otto Lauritzen (NOR)  | 7 Eleven-American Airlines | + 22"      |
| 4  | Rolf Sorensen (DEN)       | Ariostea                   | + 22"      |
| 5  | Mathieu Hermans (NED)     | Caja Rural                 | + 22"      |
| 6  | Marc Sergeant (BEL)       | Hitachi                    | + 22"      |
| 7  | Allan Peiper (AUS)        | Panasonic-Isostar          | + 22"      |
| 8  | Dirk de Wolf (BEL)        | Hitachi                    | + 1' 45"   |
| 9  | Johan Lammerts (NED)      | ADR-Santini                | + 1' 53"   |
| 10 | Steve Bauer (CAN)         | Helvetia-La Suisse         | + 1' 53"   |